# Antin Infrastructure Partners
Antin Infrastructure Partners est une société de capital-investissement (Private equity) axée sur l'investissement dans les infrastructures, ayant des bureaux à Paris, Londres et Luxembourg. Il gère en 2021 19,1 milliards d'actifs.

## Histoire
Antin a été fondée à Paris en 2007,. Initialement parrainée par BNP Paribas, la société a racheté la participation de 40 % de la banque en 2012. Dirigée par l'ancien banquier Alain Rauscher, Antin gère quatre fonds d’investissement en infrastructures en Europe et en Amérique du Nord, tous axés sur les télécommunications, les transports, l’énergie et l’environnement ou les secteurs sociaux. La société possédait en 2014 un tiers de tous les trains circulant au Royaume-Uni. En septembre 2021, Antin comptait 75 associés et plus de 65 salariés.

## Secteurs d'investissement
- Énergie
- Transports
- Santé (Almaviva Santé)
- Télécom

## Dirigeants et associés
- Président : Alain Rauscher
- Nathalie Kosciusko-Morizet, associée senior depuis 2021 [8].
- Philippe Sauquet, ancien directeur général adjoint Stratégie et Innovation chez Total
- David Gilmour, fondateur de la branche capital-risque de British Petroleum

## Levées de fonds
En juillet 2018, Antin a annoncé qu'elle cherchait à lever 5 milliards d'euros pour son quatrième fonds, après avoir levé 3,6 milliards d'euros pour son troisième en 2016,. En avril 2019, plus de 2,5 milliards d'euros ont été ainsi engagés.
En septembre 2018, Antin aurait levé 8 milliards d'euros et investi dans 22 entreprises . En août 2019, selon Bloomberg, Antin évaluerait la vente d'Eurofiber, un propriétaire néerlandais de réseau de fibre optique pour environ 1,5 milliard d'euros, après avoir acheté la société pour 875 millions d'euros en 2015.

## Investissements
En septembre 2014, il a été annoncé que le conglomérat israélien Delek Group vendait la société britannique de services autoroutiers Roadchef à Antin pour 153 millions de livres sterling.
Entre 2014 et 2015, Antin a acquis une participation de 99% dans Central Area Transmission System, un système de transport et de traitement de gaz naturel, auprès de BG Group.
En 2018, AIP acquiert Idex et Taranis, deux entreprises du secteur énergétique français.
En 2017, AIP achète à Gimv et UI Gestion 60% du capital du groupe de cliniques françaises Almaviva Santé.
Son introduction en bourse, le 24 septembre 2021, a été la plus importante enregistrée sur Euronext en 2021 à ce jour, la valeur d’Eurowear ayant été établie à 24 € par action avant de s’envoler à 30 €. À la clôture, l’entreprise était ainsi évaluée à 5,1 milliards d’euros, alors qu’elle était estimée à 4 milliards avant l’entrée en bourse.

## Ventes
En octobre 2020, AIP vend au groupe Korian le groupe Inicea, 3e groupe français de cliniques psychiatriques.
En 2021, AIP a vendu la société Amedes spécialisée dans les services de diagnostic médical à un fonds de pension canadien et à Goldman Sachs.